# Pachycraerus marthae
Pachycraerus marthae är en skalbaggsart som beskrevs av Vienna 1988. Pachycraerus marthae ingår i släktet Pachycraerus och familjen stumpbaggar. Inga underarter finns listade i Catalogue of Life.